# Wasilij Tokranow
Wasilij Wiktorowicz Tokranow, ros. Василий Викторович Токранов (ur. 2 sierpnia 1989 w Almietjewsku) – rosyjski hokeista, reprezentant Rosji.

## Kariera
- Nieftianik 2 Almietjewsk (2005-2006)
- Nieftianik Almietjewsk (2006-2010)
- Ak Bars 2 Kazań (2007-2009)
- Bars Kazań (2009/2010, 2010/2011, 2014/2015)
- Ak Bars Kazań (2008, 2009-2018)
- SKA Sankt Petersburg (2018-2022)
- Ak Bars Kazań (2022-)

Wychowanek Nieftianika Almietjewsk. Od sezonu 2007/2008 przez wiele lat grał w Ak Barsie Kazań w lidze KHL. W maju 2018 został zawodnikiem SKA Sankt Petersburg, wiążąc się czteroletnim kontraktem. W maju 2022 powrócił do klubu z Kazania.
W barwach juniorskiej kadr Rosji uczestniczył w turniejach mistrzostw świata juniorów do lat 18 edycji 2007 oraz mistrzostw świata juniorów do lat 20 edycji 2009. Brał udział w turniejach zimowej uniwersjady edycji 2009, 2011. W późniejszych latach bywał reprezentantem kadry seniorskiej.

## Sukcesy
Reprezentacyjne
- Złoty medal mistrzostw świata juniorów do lat 18: 2007
- Brązowy medal mistrzostw świata juniorów do lat 20: 2009
- Złoty medal zimowej uniwersjady: 2009, 2011

Klubowe
- Srebrny medal WHL: 2011 z Nieftianikiem Almietjewsk
- Złoty medal mistrzostw Rosji: 2009, 2018 z Ak Barsem Kazań
- Puchar Gagarina: 2009, 2018 z Ak Barsem Kazań
- Brązowy medal mistrzostw Rosji: 2019 ze SKA Sankt Petersburg
- Srebrny medal mistrzostw Rosji: 2020 ze SKA Sankt Petersburg

Indywidualne
- KHL (2017/2018):
  - Skład gwiazd miesiąca - październik 2017[3]
  - Pierwsze miejsce w klasyfikacji strzelców wśród obrońców w fazie play-off: 3 gole
  - Piąte miejsce w klasyfikacji asystentów wśród obrońców w fazie play-off: 6 asyst
  - Trzecie miejsce w klasyfikacji kanadyjskiej wśród obrońców w fazie play-off: 9 punktów
  - Trzecie miejsce w klasyfikacji +/- w fazie play-off: +9
  - Najlepszy obrońca - finały konferencji[4], kwiecień 2018[5]
- KHL (2019/2020):
  - Najlepszy obrońca - luty 2020[6]